# Von-Hessing-Straße (Bad Kissingen)
Die Von-Hessing-Straße befindet sich in Bad Kissingen, der Großen Kreisstadt des unterfränkischen Landkreises Bad Kissingen, und beherbergt mehrere Baudenkmäler des Ortes.

## Geschichte
Die Von-Hessing-Straße war ursprünglich die östliche Spange des in den 1830er Jahren über dem Gelände der vorherigen Stadtbefestigung um die Altstadt angelegten Straßen„rings“. Sie war ursprünglich Teil der über die Maxstraße führenden Salinenstraße. An ihrem Südende geht die Von-Hessing-Straße in die Ludwigstraße über.
Die Straße ist nach dem Orthopädietechniker Friedrich Hessing benannt.
| Foto | Adresse              | Anmerkung                           |
| ---- | -------------------- | ----------------------------------- |
|      | Von-Hessing-Straße 2 | Villa, 1901                         |
|      | Von-Hessing-Straße 4 | Evangelisch-Lutherisches Pfarramt   |
|      | Von-Hessing-Straße 5 | Ursprüngliches Landbauamt, 1906     |
|      | Von-Hessing-Straße 7 | Ursprüngliches Rentamtgebäude, 1903 |
|      | Von-Hessing-Straße 8 | Herz-Jesu-Stadtpfarrkirche, 1884    |